# Modette
Modette var ett svenskt modemagasin som publicerades av förlaget Egmont, och sedermera ett befintligt modemagasin på webben och i Norge.
Första numret kom ut i april 2007 och målet var att inom tre år ha en upplaga på 50 000 exemplar per nummer. Redan i augusti 2007 stod det klart att tidningen skulle läggas ned och sista numret blev oktobernumret. Chefredaktören Maria Soxbo angav som anledning att varken antalet läsare eller annonsörer hade levt upp till förväntningarna.
Tidningens webbplats hade drygt 18 000 unika besökare per vecka under augusti 2008. Efter nedläggningen togs satsningen över av Nyheter 24 i en omgjord form på webben. Även en norsk version av tidningen startades. I dag (2021) drivs sajten av Life of Svea.